# La Palizada, Tenango de Doria
La Palizada är en ort i Mexiko.   Den ligger i kommunen Tenango de Doria och delstaten Hidalgo, i den sydöstra delen av landet, 150 km nordost om huvudstaden Mexico City. La Palizada ligger 1 271 meter över havet och antalet invånare är 162.
Terrängen runt La Palizada är kuperad åt nordost, men åt sydväst är den bergig. Runt La Palizada är det ganska tätbefolkat, med 192 invånare per kvadratkilometer. Närmaste större samhälle är Xicotepec de Juárez, 18,9 km sydost om La Palizada. Omgivningarna runt La Palizada är en mosaik av jordbruksmark och naturlig växtlighet.